# Eleanor Parkerová
Eleanor Parkerová (26. června 1922 Cedarville – 9. prosince 2013 Palm Springs) byla americká filmová herečka.

## Život
Narodila se 26. června 1922 ve vesnici Cedarville ve státě Ohio jako nejmladší ze tří dětí učitele matematiky Lestera Day Parkera a Loly Parkerové (rodným jménem Isettová). Brzy se rodina přestěhovala na předměstí Clevelandu, kde se na základní škole poprvé setkala s divadlem a herectvím. Ihned se do něj zamilovala a v 15 letech ji rodiče poskytli také letní kurzy herectví až ve Worcesteru v Massachusetts. Po vystudování střední školy Shaw High School se přihlásila na dramatické kurzy v Clevelandu a nakonec se odstěhovala do Kalifornie kde se začala objevovat v divadle Pasadena.
Jedné noci si ji při výstupu v divadle všiml hledač talentů od studia Warner Bros. a pozval ji na kamerové zkoušky. Uspěla a studio s ní v červnu 1941 uzavřelo smlouvu. Jejím debutovým filmem se stal již toho roku western Sedmá kavalérie, kde se objevila po boku Errola Flynna a Olivie de Havilland. Po jejím druhém snímku The Big Shot (1942) se začala objevovat i v důležitějších rolích v několika „béčkových“ filmech, mezi které patří například Busses Roar (1942), The Mysterious Doctor (1943) či Between Two Worlds (1944).

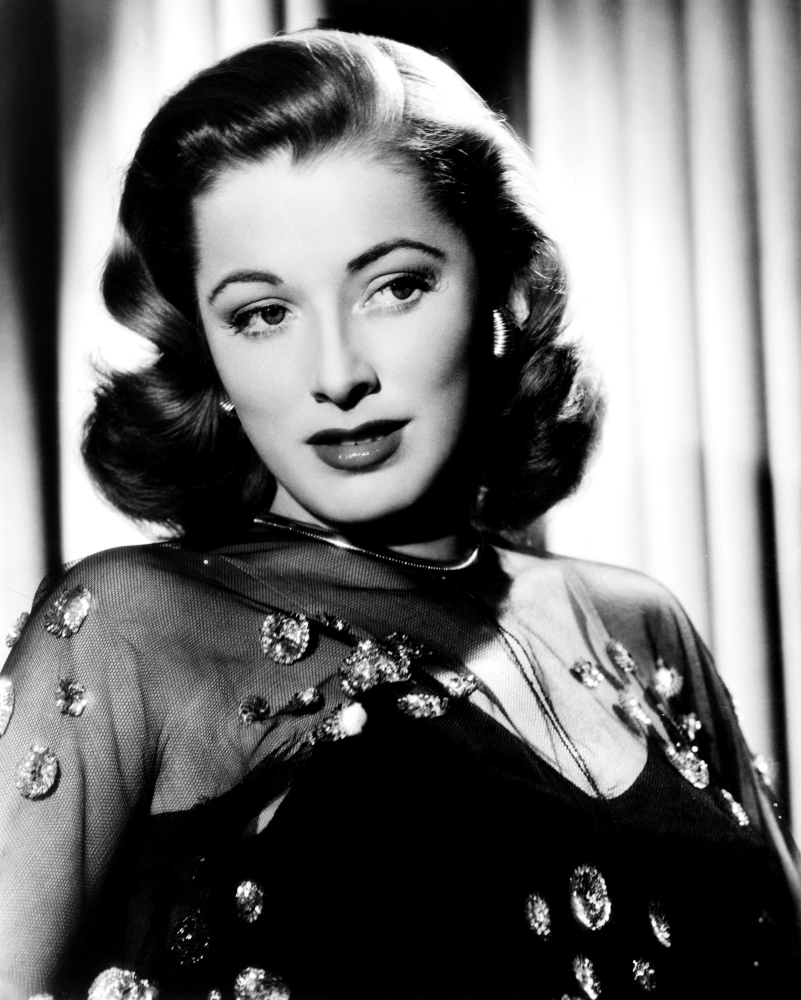
Eleanor Parkerová na počátku 40. let

Do své první opravdu hlavní role byla obsazena až ve filmu The Very Thought of You (1944) s Dennisem Morganem, kde nahradila herečku Idu Lupinovou. Objevila se také ve hvězdně obsazeném filmu Hollywood Canteen (1944), a poté dostala nabídku na roli v nové verzi filmu Of Human Bondage (1946). Film byl však vydán až o dva roky později a ihned se stala velkým trhákem. Její další velká role přišla s válečným dramatem Pride of the Marines (1945), kde se blýskla po boku Johna Garfielda, ale její další dva filmy s Errolem Flynnem (romantická komedie Never Say Goodbye (1946) a drama Escape Me Never (1947)) se staly propadáky.
Po dalších dvou filmech a třech odmítnutých nabídkách ji studio suspendovalo a Eleanor si od filmování udělala dvouletou pauzu. Kvůli synovi, který se jí v té době narodil odmítla i další nabídku na roli ve filmu Somewhere in the City (1948), což v důsledku vedlo k tomu, že během let 1947–1948 nedostala téměř žádný plat.
Ve své kariéře se rozhodla pokračovat filmem Stříbrný blesk (1950) a brzy poté si vybojovala roli ve vězeňském dramatu V kleci (1950). Za tento velmi úspěšný snímek vyhrála na Benátském filmovém festivalu Volpiho cenu a získala také první nominaci na Oscara. Po dalším úspěšném dramatu Three Secrets (1950) jí vypršela smlouva a studio Warner Bros. opustila. Hned na to přešla ke studiu Paramount, ale z jejího prvního snímku Valentino (1951) se stal propadák. O rok později se studiem podepsala smlouvu na jeden film ročně a skvěle se uvedla po boku Kirka Douglase ve snímku Detektivní příběh (1951).
V roce 1952 natočila snímek Scaramouche, jeden z nejlepších filmů své kariéry, a brzy poté ji studio Metro-Goldwyn-Mayer (MGM) obsadilo do válečného dramatu Above and Beyond (1952), kde ztvárnila manželku Roberta Taylora – pilota, který svrhne atomovou bombu na Hirošimu. Během natáčení westernu Escape from Fort Bravo (1953) se studiem podepsala smlouvu na pět let.
Během 50. let hrála povětšinou v dobrodružných filmech či westernech, ale objevila se také v životopisném dramatu Interrupted Melody (1955), za které získala svou třetí nominaci na Oscara. Koncem dekády také natočila několik úspěšných snímků pro studio United Artists. V roce 1960 se vrátila k MGM a natočila romantické drama Domů z hor, ale dál už pokračovala v dalším střídání studií. V roce 1960 také debutovala v televizi a na úkor filmů se jí začala čím dál více věnovat. I nadále však natáčela úspěšné snímky jako např. muzikál Za zvuků hudby (1965) nebo krimi thriller Warning Shot (1967). Od konce 60. let se však začala soustředit pouze na televizi.
Za účinkování v seriálu Bracken's World (1969) byla dokonce nominována na Zlatý glóbus a dál se objevila v několika dalších seriálech jako Hawaii Five-O, The Love Boat, Hotel nebo To je vražda, napsala. Mimo televizi vystupovala také v divadle.
Jejím posledním hereckým počinem se stal televizní film Pojistka na smrt (1991). Za svůj přínos filmovému průmyslu byla oceněna hvězdou na Hollywoodském chodníku slávy.
Zemřela na zápal plic v nemocnici v Palm Springs 9. prosince 2013. Bylo jí 91 let. Je pohřbena na hřbitově Forest Lawn Memorial Park v Hollywoodu.

## Osobní život
Eleanor Parkerová se vdala celkem čtyřikrát. Jejím prvním manželem se stal v březnu 1943 poručík u námořnictva Fred Losee. Po roce se však rozvedli a o tři roky později se vdala podruhé, za producenta Berta E. Friedloba, se kterým měla tři děti. Po sedmi letech se však také rozvedli a za rok se vdala potřetí, za portrétistu Paula Clemense. Z tohoto manželství vzešlo jedno dítě a po jedenácti letech skončilo též rozvodem. Jejím čtvrtým a posledním manželem se stal ovdovělý pokladník Raymond N. Hirsch, se kterým žila celých 35 let až do jeho smrti v září 2001.
Eleanor byla vychována jako protestantka, ale později konvertovala k judaismu.
Po celý život byla demokratka a v prezidentských volbách v roce 1952 podporovala Adlaie E. Stevensona.

## Filmografie (výběr)

### Filmy
- 1941 Sedmá kavalérie (režie Raoul Walsh)
- 1943 The Mysterious Doctor (režie Benjamin Stoloff)
- 1945 Pride of the Marines (režie Delmer Daves)
- 1946 Of Human Bondage (režie Edmund Goulding)
- 1947 The Voice of the Turtle (režie Irving Rapper)
- 1950 Stříbrný blesk (režie Stuart Heisler)
- 1950 V kleci (režie John Cromwell)
- 1950 Three Secrets (režie Robert Wise)
- 1951 A Millionaire for Christy (režie Ken Englund)
- 1951 Detektivní příběh (režie William Wyler)
- 1952 Scaramouche (režie George Sidney)
- 1952 Above and Beyond (režie Melvin Frank a Norman Panama)
- 1953 Escape from Fort Bravo (režie John Sturges)
- 1954 The Naked Jungle (režie Byron Haskin)
- 1954 Údolí králů (režie Robert Pirosh)
- 1955 Many Rivers to Cross (režie Roy Rowland)
- 1955 Interrupted Melody (režie Curtis Bernhardt)
- 1955 Muž se zlatou paží (režie Otto Preminger)
- 1956 Král a čtyři královny (režie Raoul Walsh)
- 1957 Lizzie (režie Hugo Haas)
- 1957 The Seventh Sin (režie Ronald Neame a Vincente Minnelli)
- 1960 Domů z hor (režie Vincente Minnelli)
- 1965 Za zvuků hudby (režie Robert Wise)